# Dwa-Buldi-dwa
Dwa-Buldi-dwa / Dwóch Buldi (ros. Два-Бульди-два) – radziecki film dramatyczny z 1929 roku w reżyserii Lwa Kuleszowa i Niny Agadżanowej. W filmie tym Lew Kuleszow sięgnął do tematyki czasów wojny domowej. Obraz z życia cyrkowców.

## Obsada
- Siergiej Komarow
- Władimir Koczetow
- Aniel Sudakiewicz
- Andriej Fajt
- Michaił Żarow
- Wiera Mariecka
- Nikołaj Jaroczkin
- Aleksandr Czistiakow
- Władimir Uralski
- Aleksandr Gromow